# Evangelische Pfarrkirche Oberwart

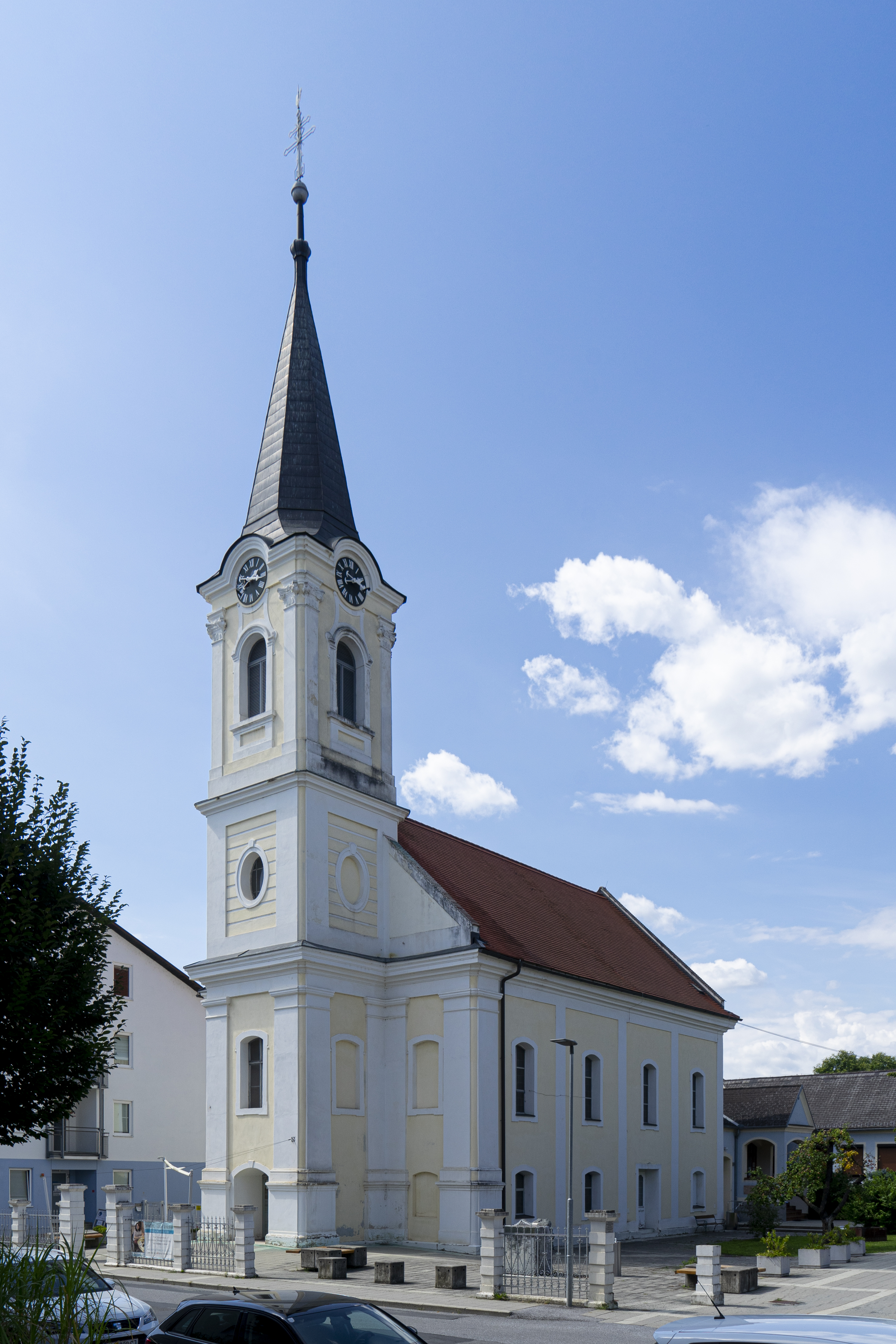
Evangelische Pfarrkirche in Oberwart

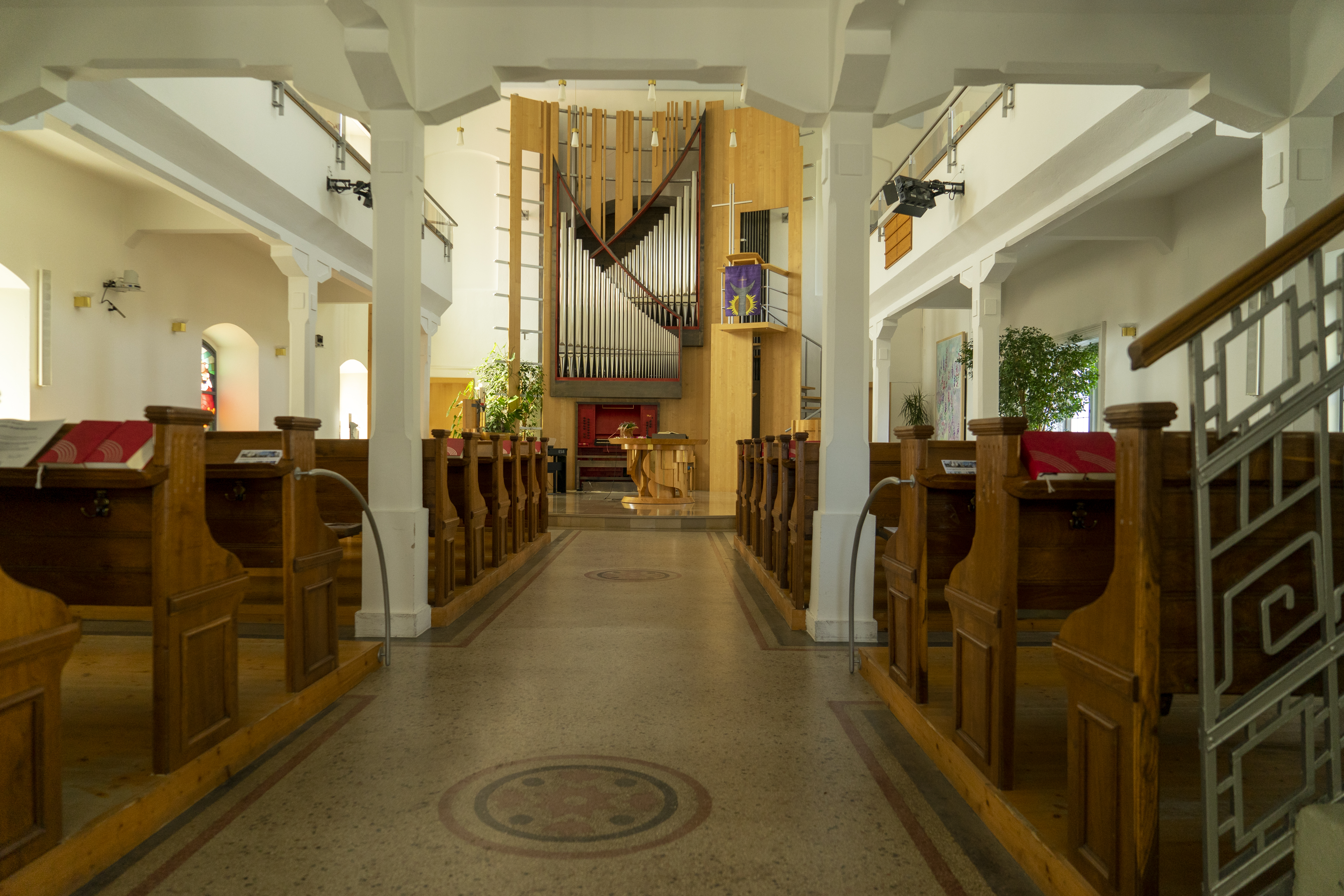
Innenraum der Kirche

Die evangelisch-lutherische Pfarrkirche Oberwart A. B. steht in der Stadtgemeinde Oberwart im Bezirk Oberwart im Burgenland. Die Kirche gehört zur Superintendentur A. B. Burgenland und steht unter Denkmalschutz.

## Geschichte
Die Kirche wurde von 1812 bis 1815 erbaut. 1972 wurde die Kirche innen und 1979 außen restauriert.

## Architektur
Der rechteckige Saalbau hat einen geraden Schluss. Der vorgestellte Südturm trägt einen Spitzhelm.
Das Langhaus ist ein kahler Raum ohne Jocheinteilung. Die Südempore steht auf Holzstützen.